# 2222 Lermontov
2222 Lermontov eller 1977 ST1 är en asteroid i huvudbältet som upptäcktes den 19 september 1977 av den rysk-sovjetiske astronomen Nikolaj Tjernych vid Krims astrofysiska observatorium på Krim. Den har fått sitt namn efter den ryske poeten Michail Lermontov.
Asteroiden har en diameter på ungefär 29 kilometer och den tillhör asteroidgruppen Themis.